# 에세키엘 페르난데스
이그나시오 에세키엘 아구스틴 페르난데스 카르발류 (Ignacio Ezequiel Agustín Fernández Carballo, 2002년 7월 25일 ~ )는 아르헨티나의 축구 선수이며, 현재 사우디 프로페셔널리그의 알카디시아에서 미드필더로 뛰고 있다.